# U 179
U 179 war ein deutsches U-Boot vom Typ IX D2, ein sogenanntes „Ozeanboot“, das im Zweiten Weltkrieg durch die deutsche Kriegsmarine während des U-Boot-Krieges im Südatlantik eingesetzt wurde.

## Bau und Technische Daten
Unter Umgehung der Bestimmungen des Versailler Vertrages baute die Bremer Werft der Deschimag AG Weser bereits seit dem Jahr 1934 U-Boote für die deutsche Reichsmarine. Mit Kriegsbeginn wurde die Produktion der Werft auf den U-Bootbau umgestellt, hauptsächlich den Bau der großen Boote der U-Boot-Klasse IX. Die Deschimag AG Weser in Bremen baute alle Boote des Typs IX D2. Ein solches U-Boot verdrängte über Wasser 1.616 t und im getauchten Zustand 1.804 t, war 87,58 m lang, 7,5 m breit und hatte einen Tiefgang von 5,35 m. Bei Überwasserfahrt gewährleisteten die insgesamt 5.400 PS starken Dieselmotoren eine Höchstgeschwindigkeit von 19 kn, was 35,7 km/h entspricht. Bei Unterwasserfahrt trieben die insgesamt 1.100 PS der zwei Elektromotoren das Boot zu einer Höchstgeschwindigkeit von 6,9 kn an – das sind 12,8 km/h. Bei einer durchschnittlichen Marschgeschwindigkeit von 4 kn hatte ein IX D2-Boot bei Unterwasserfahrt eine Reichweite von 57 sm, das sind 105,6 km. IX D2-Boote waren mit 24 Torpedos bewaffnet, die aus 4 Bug- und 2 Hecktorpedorohren ausgestoßen werden konnten. Zusätzlich verfügten diese Boote über Artilleriebewaffnung. U 179 war Bestandteil des dreizehnten Bauauftrags, der von Seiten der deutschen Marinen an die Deschimag AG Weser erging.

## Einsatz und Geschichte
Am 7. März kam U 179 als Ausbildungsboot zur 4. U-Flottille, die in Stettin stationiert war. Kommandant Sobe unternahm in dieser Zeit Ausbildungsfahrten in der Ostsee zum Training der Besatzung und zum Einfahren des Bootes. Am 1. September 1942 wurde das Boot der im nordfranzösischen Atlantikhafen Lorient stationierten 10. U-Flottille unterstellt, zu der ausschließlich Boote des Typs IX gehörten. Am 1. Oktober 1942 erfolgte dann der Wechsel zur 12. U-Flottille.

### Unternehmung im Südatlantik
U 179 lief am 15. August 1942 von Kiel zu seiner ersten Unternehmung aus. Als Operationsgebiet war der Südatlantik vorgesehen. Am Abend des folgenden Tages ließ Kommandant Sobe Kristiansand anlaufen, um Brennstoff zu ergänzen. Dann durchquerte U 179 das Nordmeer, bis es am 22. August südöstlich Islands stand, von wo aus Kommandant Sobe südlichen Kurs steuern ließ. Das Boot passierte am 26. August Irland und gegen Ende des Monats Spanien. Am 30. August erhielt Kommandant Sobe vom B.d.U. Karl Dönitz den Befehl, die afrikanische Küste in weitem Abstand zu passieren und das Marineplanquadrat GR anzusteuern: die Gewässer vor Kapstadt. Mitte September überquerte U 179 den Äquator und erreichte sein Operationsgebiet am 3. Oktober 1942. Am 8. Oktober sank der britische Dampfer City of Athens (Lage) im Seegebiet vor Kapstadt durch einen Torpedotreffer. Es gab einen Toten und 99 Überlebende. Die Versenkung konnte durch die Besatzung von U 504 beobachtet werden. Es wird davon ausgegangen, dass Kommandant Sobe für die Versenkung der City of Athens verantwortlich war.

## Versenkung
U 179 wurde am 8. Oktober 1942 westlich von Kapstadt durch den britischen Zerstörer Active mit Wasserbomben versenkt. (Lage) Alle 61 Besatzungsmitglieder kamen dabei ums Leben.